# Orange (banda)

Orange es una banda estadounidense-británica de Pop punk/Punk de Los Ángeles, California, formada en 2002
La banda firmó por primera vez con Hellcat/Epitaph por Tim Armstrong cuando solo tenían 16 años y desde entonces han recorrido el mundo con muchas bandas como Misfits (banda), The Adicts, U.K. Subs, Rancid, Reel Big Fish, Bowling for Soup y Zebrahead , han estado en varios programas de televisión, incluido The O. C. y The Hills; y su canción "Revolution" es el tema principal del programa Generator Rex de Cartoon Network, Han lanzado cuatro álbumes , Welcome to the World of Orange, Escape from LA, Phoenix y Dead Sexy; y sencillos como "Late Nights and Early Mornings", así como una versión de "I Wish It Could Be Christmas Everyday"

## Miembros de la banda
Joe Dexter es hijo del rico bajista y compositor Paul Spencer Denman, quien es el actual bajista de Sade.
James Bull también es el baterista actual de la banda británica de Anarcopunk Rubella Ballet.
Billy Wood también es el bajista actual de la banda londinense de ska Buster Shuffle y ex bajista de la banda de punk clásico Sham 69.
Danny Snow también es el guitarrista de la banda de metal River Becomes Ocean.

##### Formación actual
- Joe Dexter - bajo y voz principal (2002 - 2016) guitarra rítmica y voz principal 2017, 2019 - presente)
- James Bull - batería (2016, 2017, 2019 - presente)
- Danny Snow - guitarra principal (2017, 2019 - presente)
- Billy Wood - bajo (2017, 2019 - presente)

##### Miembros anteriores
- Mike Valentine - guitarra rítmica (2002 - 2008)
- Jack Berglund - guitarra principal (2002 - 2008)
- Jon DeRing - guitarra rítmica (2008)
- Zak Glosserman - batería (2002 - 2014)
- Perry Ladish - guitarra rítmica (2008 - 2014)
- Brendan Minded - guitarra solista (2009)
- Alec Gomez - guitarra solista (2009 - 2014)

##### Miembros de gira
- Brendan Minded - guitarra solista (2009)
- Jon DeRing - guitarra rítmica (2005)

##### Discografía
- Rock n Roar [demo] - 2003
- Welcome to the World of Orange - 2004
- Escape from LA - 2007
- Phoenix - 2010
- Dead Sexy (EP) - 2011
- The Hardest Pill to Swallow (Sencillo) - 2013
- Late Nights and Early Mornings (Sencillo) - 2017
- I Wish It Could Be Christmas Everyday (Sencillo) - 2019